# Geissanthus fallenae
Geissanthus fallenae é uma espécie de planta da família Myrsinaceae. É endêmica do Equador.